# Шевченко, Владислав Андреевич
Владислав Андреевич Шевченко (24 декабря 1996, станица Полтавская, Краснодарский край) — российский футболист, вратарь.

## Биография
Воспитанник краснодарской «Кубани». Играл за ряд команд южной группы второй лиги. В начале 2022 года после годичного перерыва в выступлениях на профессиональном уровне перешел в коллектив Премьер-Лиги Крыма «Евпатория». В августе того же года подписал контракт с коллективом таджикской высшей лиги «Эсхата». Дебютировал 13 августа в домашнем матче против ЦСКА Душанбе (3:2).